# Trolland
Trolland es una película estadounidense de animación, aventura y familiar de 2016, dirigida por Ron Thornton, escrita por Glenn Campbell, Tammy Klein y Aaron Witlin, musicalizada por Christopher Cano y Mikel Shane Prather, los protagonistas son Jerry O’Connell, Dick Van Dyke y Ja Rule, entre otros. El filme fue producido por SMV Complete Media y The Asylum; se estrenó el 25 de octubre de 2016.

## Sinopsis
Trata acerca de unos troles que se entretienen realizándoles bromas a los humanos desprevenidos, y rivalizan para ver quién lleva a cabo la mejor broma.